# Contea di Gaoyang
La contea di Gaoyang (高阳县S, Gāoyáng XiànP) è una contea della Cina, situata nella provincia di Hebei e amministrata dalla prefettura di Baoding.